# Ziaran
Ziaran (persisch زیاران) ist eine Stadt des Abyek-Verwaltungsbezirks in der Provinz Qazvin im Iran. In Ziaran leben 4287 Einwohner, verteilt auf 1168 Familien (Stand 2006).